# Siódmy zwój
Siódmy zwój (org. The Seventh Scroll) – amerykańsko-włoski miniserial przygodowy częściowo osadzony w realiach starożytnego Egiptu, a częściowo w czasach współczesnych. Serial jest adaptacją dwóch powieści Wilbura Smitha: Bóg Nilu i Siódmy papirus.

## Obsada[1]
- Wilfried Baasner: Lord Intef
- Jeff Fahey: Nick Harper
- Karina Lombard: Royan
- Katrina Gibson: Lostris
- Phillip Rhys: Tanus
- Roy Scheider: Grant Schiller
- László I. Kish: Boris
- Art Malik: Taita
- Jeffrey Licon: Hapi Al Simma
- Massimiliano Bianchi: Rasfer
- Ahmed Boulane: Plane Mecanic
- Valeria Marini: Gina
- Tony Musante: Duraid
- Edmund Purdom: Mamose
- Sanjay Sharma: Tamre